# Logis du Petit Marigné
Le logis du Petit Marigné est situé à Daon (France).

## Localisation
Le logis est situé sur la commune de Daon, située dans le département de la Mayenne en région Pays de la Loire.

## Description
Le logis du Petit Marigné est un logis seigneurial datant du début du XVIe siècle, modifié au cours des XVIIe et XVIIIe siècles (notamment la distribution intérieure et les cheminées). Il présente un perron central, couvert d'un auvent en ardoises, accessible par deux volées de marches. Des fenêtres à meneaux protégées par des grilles au premier niveau, sont surmontées, pour celles qui sont engagées dans la toiture, de frontons triangulaires[réf. nécessaire].

## Histoire

'Famille de Chivré : 'D'argent, à un lion de sable, armé, lampassé et couronné de gueules.

Le logis était fief vassal de la châtellenie de Daon. C'est au Petit Marigné que s'unirent le 4 mars 1494, Jean de Chivré et Jacquine de Marigné. Ce mariage faisait entrer le Petit Marigné dans la famille de Chivré, puissante famille angevine, elle lui apportait également la terre de la Guénaudière en Bierné, devenue au XVIIe siècle le marquisat de La Barre, place-forte du protestantisme en Haut-Anjou.[réf. nécessaire]
Il fait l'objet d'une inscription partielle (éléments protégés : logis ; façades et toitures des communs) au titre des monuments historiques par arrêté du 12 février 1997.